# Lucius Seius Strabo
Lucius Seius Strabo (* 1. Jh. v. Chr., wohl in Volsinii novi, heute Bolsena; † 1. Jh. n. Chr.) war ein römischer Ritter, der unter den Kaisern Augustus und Tiberius in die höchsten Staatsämter aufstieg, die seinem Stand möglich waren.
Seius Strabo war mit Cosconia Gallitta verheiratet und hatte mindestens zwei Söhne, Lucius Seius Tubero, Suffektkonsul im Jahr 18, und Lucius Aelius Seianus, der von Aelius Gallus adoptiert wurde (daher die Änderung des Namens von Seius in Seianus).
Seius Strabo wurde praefectus praetorio (Prätorianerpräfekt), zunächst allein, dann im Jahr 14 gemeinsam mit seinem Sohn Seianus. Wenig später wurde er wahrscheinlich praefectus Aegypti (Statthalter der Provinz Aegyptus). Seine Amtszeit dort wird in der Fachliteratur unterschiedlich rekonstruiert, beispielsweise auf 15/16 n. Chr. oder auf den gesamten Zeitraum von 15 bis 21/22 n. Chr.